# Sifaka biała
Sifaka biała (Propithecus verreauxi) – gatunek ssaka naczelnego z rodziny indrisowatych (Indridae). 

## Taksonomia
Gatunek po raz pierwszy zgodnie z zasadami nazewnictwa binominalnego opisał w 1867 roku francuski przyrodnik Alfred Grandidier, nadając mu nazwę Propithecus verreauxi. Miejsce typowe to Tsifanihy (na północ od Cape Sainte Marie), Madagaskar. Holotyp to zamontowana skóra z czaszką w środku samca (sygnatura MNHN-ZM-MO-1867-580) ze zbiorów Muzeum Historii Naturalnej w Paryżu; okaz zebrany przez autora opisu w 1867 roku. 
Charakterystyczny wariant kolorystyczny został opisany w 1894 roku jako gatunek i nazwany majori, ale większość ekspertów uważa go obecnie za melanistyczną formę P. verreauxi. 
Autorzy Illustrated Checklist of the Mammals of the World uznają ten takson za gatunek monotypowy.

### Etymologia
- Propithecus: gr. προ pro „blisko, przed”; πιθηκος pithēkos „małpa”[11].
- verreauxi: Jules Pierre Verreaux (1807–1873), francuski ornitolog i botanik[12].

## Zasięg występowania
Sifaka biała występuje w południowo-zachodnim i południowym Madagaskarze, na zachodzie do rzeki Tsiribihina, na południowym wschodzie w pobliżu (na północ od) Tôlanaro w Nahampoana Reserve, ale prawdopodobnie został tam introdukowany; zamieszkuje również południowo-wschodnie granice w przejściowych i kolczastych płatach lasów Mangatsiaka Parcel w Parku Narodowym Andohahela.

## Morfologia
Długość ciała (bez ogona) 40–48 cm, długość ogona 50–60 cm; masa ciała 2,9 kg. 

## Tryb życia
Spotykana od brzegu morza do wysokości 1300 m n.p.m., w lasach deszczowych, najczęściej wśród wysokich drzew. Sifaka biała posila się rano owocami, pędami drzew oraz owadami. Tworzy grupy 6–10 osobników. Obejmują one 1 lub 2 rodziny.

### Rozmnażanie
Ciąża trwa 130–160 dni. Samica rodzi na ogół jedno młode na przełomie lipca i sierpnia. Karmi je przez 6 miesięcy. Młode usamodzielnia się w siódmym miesiącu życia.

## Status zagrożenia i ochrona
W literaturze brak danych o naturalnych wrogach sifaki białej, potencjalnym zagrożeniem może być fossa madagaskarska. Gatunek jest krytycznie zagrożony wyginięciem (CR – ang. critically endangered) z powodu działalności człowieka (utrata siedlisk spowodowana rozwojem rolnictwa i wycinką lasów oraz zanieczyszczenie środowiska).
Gatunek jest ujęty w I załączniku konwencji waszyngtońskiej (CITES).